# ایوانوف بی، آلاسکا
ایوانوف بی (به انگلیسی: Ivanof Bay) شهرکی در بخش لیک اند پنینسولا، آلاسکا ایالت آلاسکا است که جمعیت آن در سرشماری سال ۲۰۰۰ میلادی ۲۲ نفر بوده‌است.